# Ordre de bataille confédéré du Cratère
Les commandant et unités de l'armée confédérée suivants ont combattu lors de la bataille du Cratère (le 30 juillet 1864), de la guerre de Sécession. L'ordre de bataille unioniste est indiqué séparément.

## Abréviations utilisées

### Grade militaire
- MG = Major général
- BG = Brigadier général
- Col = Colonel
- Ltc = Lieutenant-colonel
- Maj = Commandant
- Cpt = Capitaine
- Lt = Lieutenant

### Autre
- (b) = blessé
- mb = mortellement blessé
- † = tué
- (PDG) = capturé

## Armée de Virginie du Nord
Gen Robert E. Lee

### IIIe Corps
LTG A. P. Hill
| Division                                       | Brigade                                                                     | Régiments et autres |
| ---------------------------------------------- | --------------------------------------------------------------------------- | --- |
| Division de Richard Anderson BG William Mahone | Brigade de Mahone (Virginie) Col David A. Weisiger (b) Col George T. Rogers | - 6th Virginia : Col George T. Rogers, Ltc Henry W. Williamson - 12th Virginia : Cpt Richard W. Jones - 16th Virginia : Ltc Richard O. Whitehead - 41st Virginia : Maj William H. Etheridge - 61st Virginia : Ltc William H. Stewart |
| Division de Richard Anderson BG William Mahone | Brigade de Wilcox (Alabama) Col John C. C. Sanders                          | - 8th Alabama : Cpt William W. Mordecai - 9th Alabama : Col J. Horace King - 10th Alabama : Cpt Wilson L. Brewster - 11th Alabama : Ltc George E. Tayloe - 14th Alabama : Cpt Elias Folk (†)                                         |
| Division de Richard Anderson BG William Mahone | Brigade de Wright (Géorgie) Ltc Matthew R. Hall                             | - 3rd Georgia : Ltc Claiborne Snead - 22nd Georgia : Col George H. Jones - 48th Georgia : Ltc Reuben W. Carswell - 64th Georgia : Col John W. Evans (b)                                                                              |

### Artillerie
BG William N. Pendleton
| Premier corps Ltc Frank Huger             | Bataillon d'Haskell Maj John C. Haskell                       | - Batterie de Branch (Caroline du Nord) : Cpt Henry G. Flanner - Batterie de Nelson (Virginie) : Cpt James N. Lamkin |
| Premier corps Ltc Frank Huger             | 13th Battalion Virginia Light Artillery Maj Wade H. Gibbs (b) | - Compagnie A, Batterie d'Otey Battery : Cpt David N. Walker - Compagnie B, Batterie de Ringgold : Cpt Crispin Dickenson - Compagngie C, Batterie de Davidson : Lt John H. Chamberlayne - Batterie de Mortar : Lt Jack Langhorne |
| Troisième corps Col Reuben Lindsay Walker | Bataillon de Pegram Ltc William Pegram                        | - Batterie de Crenshaw (Virginie) : Cpt Thomas Ellett - Letcher Light Artillery : Cpt Thomas A. Brander |

## Département de Caroline du Nord et de Virginie méridionale
Gen P. G. T. Beauregard
| Division                               | Brigade                                                                                                | Régiments et autres |
| -------------------------------------- | --- | --- |
| Division de Johnson BG Bushrod Johnson | Brigade de Ransom (Caroline du Nord) Col Leroy M. McAfee                                               | - 24th North Carolina : Col William J. Clarke - 25th North Carolina : Maj William S. Grady (mb) - 35th North Carolina : Col James T. Johnson - 49th North Carolina : Ltc John A. Flemming (†), Ltc James T. Davis - 56th North Carolina : Cpt Lawson Harrill                   |
| Division de Johnson BG Bushrod Johnson | Brigade d'Elliott (Caroline du Sud) BG Stephen Elliott, Jr. (b) Col. Fitz W. McMaster                  | - 17th South Carolina : Col Fitz W. McMaster, Maj John R. Culp - 18th South Carolina : Cpt Robert H. Glenn - 22nd South Carolina : Col David G. Flemming (†), Cpt James N. Shedd - 23rd South Carolina : Cpt Edwin R. White (b) - 26th South Carolina : Col Alexander D. Smith |
| Division de Johnson BG Bushrod Johnson | Brigade de Wise (Virginie) Col J. Thomas Goode                                                         | - 26th Virginia : Cpt Napoleon B. Street - 34th Virginia : Maj John R. Bagby - 46th Virginia : Cpt George Norris - 59th Virginia : Cpt Henry Wood (b) |
| Division de Hoke MG Robert Hoke        | Brigade de Clingman (Caroline du Nord) BG Thomas L. Clingman                                           | - 61st North Carolina: Col James D. Radcliffe |
| Division de Hoke MG Robert Hoke        | Brigade de Colquitt (Géorgie) [affectée temporairement à la division de Johnson] BG Alfred H. Colquitt | - 6th Georgia : Col John T. Lofton - 19th Georgia : Col James H. Neal - 23rd Georgia : Col James H. Huggins - 27th Georgia : Maj Hezekiah Bussey - 28th Georgia : Cpt John A. Johnson                                                                                          |
| Artillerie Col Hilary P. Jones         | Bataillon de Branch Maj James C. Coit                                                                  | - Batterie d'Halifax (Virginie) : Cpt Samuel T. Wright - Batterie de Petersburg (Virginie): Cpt Richard G. Pegram |